# Making of (film, 2023)
Pour les articles homonymes, voir Making of (homonymie).
Pour plus de détails, voir Fiche technique et Distribution.
Making of est un film français réalisé par Cédric Kahn, sorti en 2023.

## Synopsis
Simon, réalisateur de cinéma, vient de débuter le tournage de son prochain film portant sur la lutte d'un groupe d'ouvriers qui veulent éviter à tout prix la fermeture de l'usine au sein de laquelle ils travaillent. Rapidement, le tournage se complique avec l'arrivée de sérieux soucis financiers : deux des coproducteurs se sont rendu compte que le scénario sur la base duquel ils avaient donné leur accord n'est pas le scénario final. Ils veulent que le film ait une fin positive, avec des ouvriers réussissant à reprendre l'usine grâce à une SCOP, alors que le scénario prévoit en fait que les ouvriers perdent leur combat. Simon refuse tout net, et les coproducteurs se retirent du projet, ce qui déséquilibre gravement le budget du film.
Le producteur, Marquez, part à Paris pour rechercher de nouveaux financements. Sur le tournage lui-même, la situation est compliquée. Alain, l'acteur qui joue le rôle principal, n'arrête pas de suggérer des modifications au scénario qui ont toutes pour effet de mettre son personnage en valeur, tout en réduisant le rôle de Nadia, jeune actrice qui vient de décrocher son premier grand rôle. Simon doit gérer de multiples conflits au sein de l'équipe. Il a également des problèmes conjugaux, sa femme souhaite qu'ils se séparent.
L'un des figurants, Joseph, rêve de devenir réalisateur et a beaucoup d'admiration pour Simon. Il lui remet timidement un scénario qu'il a écrit dans l'espoir qu'il voudra lui donner son avis. Joseph travaille dans la pizzeria familiale avec sa sœur, mais rêve de cinéma. Simon lui confie alors une caméra en lui demandant de faire un making-of, un journal de bord du film.
Marquez rend régulièrement compte de ses démarches de recherche de nouveaux financements à Simon, il se montre optimiste quant à ses chances de succès. Avec Viviane, sa directrice de production, Simon essaie néanmoins de réduire les frais du tournage. Joseph se lie avec Nadia, ils s'embrassent. Nadia lui confie qu'elle est en couple, mais souhaite quitter son compagnon.
Marquez doit finalement avouer qu'il n'a trouvé aucun financement pour le film, et il n'y a plus du tout d'argent en caisse. Viviane et Simon réunissent donc l'ensemble de l'équipe pour leur annoncer qu'il faut interrompre le tournage, à moins qu'ils n'acceptent de travailler bénévolement. Cela cause des désaccords parmi eux, certains acceptant, d'autres refusant catégoriquement de travailler sans être payés. Cela fait écho à la scène qu'ils viennent de tourner, dans laquelle les ouvriers sont informés qu'ils pourraient se voir offrir une prime de 100 000 euros s'ils renoncent à leur combat, et sont très divisés entre ceux pour qui c'est une aubaine et ceux qui refusent d'abandonner la lutte.
Simon décide de faire un aller-retour express pour aller voir sa famille. Il part, accompagné de Jules, un des figurants. Simon dit à sa femme qu'il a décidé d'accepter de changer le dénouement de son film pour résoudre ses problèmes de budget. Lors d'une halte sur le chemin du retour, il fait un malaise et perd connaissance.
C'est le dernier jour de tournage, et la fin n'est pas heureuse : les ouvriers ont perdu, l'usine va être déménagée en Pologne, mais ils sabotent la machine avant de se faire arrêter par les forces de l'ordre. Tous se réjouissent d'être venus à bout de ce tournage. À la suite de son malaise, Simon est resté hospitalisé deux semaines, et Marquez a profité de l'indemnisation versée par l'assurance pour financer la fin du tournage.

## Fiche technique
Sauf indication contraire, les informations mentionnées dans cette section peuvent être confirmées par la base de données cinématographiques IMDb,  présente dans la section « Liens externes ».
- Titre français : Making of
- Réalisation : Cédric Kahn
- Scénario : Cédric Kahn, Fanny Burdino et Samuel Doux
- Musique : Astrid Gomez-Montoya et Rebecca Delannet
- Décors : Damien Rondeau
- Costumes : Alice Cambournac
- Photographie : Patrick Ghiringhelli
- Montage : Yann Dedet
- Son : Martin Boissau
- Production : Olivier Delbosc
  - Coproduction : Bastien Dirodot et Cédric Iland
  - Production exécutive : Christine de Jekel
  - Production associée : Emilien Bignon
- Société de production : Curiosa Films, en coproduction avec Tropdebonheur productions, France 2 Cinéma et UMedia
- Budget : 3,75 millions d'euros
- Pays de production : France
- Genre : comédie dramatique
- Format : couleurs
- Durée : 114 minutes
- Dates de sortie :
  - Italie : septembre 2023 (Mostra de Venise)
  - France et Belgique  : 10 janvier 2024

## Distribution
- Denis Podalydès : Simon
- Jonathan Cohen : Alain / Jim
- Souheila Yacoub : Nadia / Oudia
- Stefan Crepon : Joseph
- Emmanuelle Bercot : Viviane
- Xavier Beauvois : Marquez
- Valérie Donzelli : Alice
- Orlando Vauthier : Jules
- Thaïs Vauquières : Cathy
- Thomas Silberstein : l'assistant-réalisateur
- Riad Gahmi : Jeff
- Karim Seghair : Mansour
- Arnaud Pilarczyk : Arnaud
- Rachid Bouzid : Mehdi
- Stéphanie Bailly : Marie
- Émilia Dérou-Bernal : Marion, la femme de Jeff
- Antoine Berry Roger : le machiniste
- David Olivier Fischer : l'ingénieur du son
- Matilda Kime : l'opératrice
- Johanna Colboc : la scripte
- Romaric Thomas : le régisseur
- Damien Rondeau : le décorateur
- Aurélie Delvenne : la cantinière
- François Philippi : le superviseur sous la pluie
- Moritz Runzi : l'assistant
- Alma Galy-Nadam : l'assistante
- Sabrina Seyvecou : la sœur de Joseph
- Maurice João Baty : Ludo
- Côme Levin : « Boule », producteur 1
- Ambroise Sabbagh : « Bill », producteur 2
- Alice Cambournac : l'avocate
- Melan Omerta : Dan
- Salomé Doux : la fille d'Alice et Simon
- Milan Hatala : le fils d'Alice et Simon

## Production

### Tournage
Le film a été tourné en janvier et février 2022 en région parisienne, dans une usine désaffectée de Mantes-la-Jolie et dans un hôtel de Créteil.

## Distinction

### Sélection
- Mostra de Venise 2023 : hors compétition[2]